# Mirabilis (azienda)
Mirabilis (מיראביליס) era il nome di una azienda israeliana famosa per aver creato ICQ, un software di instant messaging, ed essere così stata un pioniere della chat online che ha rivoluzionato la comunicazione su Internet. 

## Storia
Mirabilis è stata fondata nel 1996 da quattro israeliani: Arik Vardi, Yair Goldfinger, Sefi Vigiser e Amnon Amir. Si sono conosciuti mentre lavoravano per una società di software di Tel Aviv, Zapa Digital Arts, specializzata in strumenti grafici tridimensionali per Internet. Nel 1996, hanno lasciato Zapa e hanno creato ICQ in meno di due mesi. I fondi per sviluppare la tecnologia, alcune centinaia di migliaia di dollari,  sono stati forniti da Yossi Vardi, il padre di Arik Vardi e uno dei fondatori di Israel Chemicals.. Mirabilis è stata fondata in un piccolo appartamento a San Jose, in California, dove l'accesso a Internet era più economico.
Il successo di Mirabilis è derivato dalla diffusione di ICQ che si è diffuso rapidamente tramite il "passaparola" tra utenti, poiché gli utenti consigliavano l'uso del software ai loro amici in modo da poter comunicare insieme. Questo sistema ha fatto crescere stabilmente la rete di utilizzatori di ICQ attirati soprattutto dall'idea di poter parlare esclusivamente con persone conosciute, a differenza di altre piattaforme di comunicazione come IRC.
L'8 giugno 1998, nonostante l'azienda non avesse guadagni, America Online (AOL) ha pagato 240 milioni di dollari americani in contanti (e 400 milioni in totale) per comprare Mirabilis. AOL possiede oltre a ICQ anche AIM (AOL Instant Messenger) mantenendolo come software indipendente, e creando così una illusione di una competizione nel mercato degli instant message.
Il 28 aprile 2010 AOL ha venduto ICQ a Digital Sky Technologies per 187,5 milioni di dollari. Cinque mesi più tardi, nel settembre 2010, Digital Sky Techonologies  ha cambiato il nome in Mail.Ru Group, società guidata da Yuri Milner, quotata nel novembre 2010 alla Borsa di Londra e tra i maggiori investitori nel mercato Internet russo e dell'Europa orientale.